# قناع تنفس
قناع التنفس أو الكِمامة هو جهاز مصمم لحماية مرتديه من استنشاق الغبار والبخار والغازات الضارة. ثمة طائفة واسعة من أنواع وأحجام أجهزة التنفس للاستخدامات العسكرية والصناعية والصحية وغير ذلك. وتختلف من أجهزة رخيصة وأجهزة تستخدم لمرة واحدة وأقنعة يمكن التخلص منها.
الفئتان الرئيسيتان:
- جهاز تنقية الهواء الذي يمرر فيه الهواء الملوث عبر مرشحات،
- والجهاز المزود بمصدر هواء يزود المستخدم بالهواء النقي.

تستخدم تقنيات مختلفة في كلا الجهازين لتقليل العناصر الضارة المحمولة جواً.

## التطوير المبكر لأقنعة التنفس
يعود تاريخ استخدام أجهزة تنفس وقائية إلى القرن الأول، عندما وصف بلينيوس الأكبر (حوالي 23-79م) استخدام جلود الحيوانات لحماية العمال في المناجم الرومانية من غبار أكسيد الرصاص الأحمر. في القرن السادس عشر، اقترح ليوناردو دا فينشي استخدام القماش المنسوج المغموس في الماء لحماية البحارة من المساحيق السامة المستخدمة في الأسلحة التي صممها.
أما ألكسندر فون هومبولت فقد اخترع جهازاً بدائياً للتنفس الصناعي عام 1799، عندما كان يعمل في بروسيا كمهندس تعدين.